# Cupa României 2016/17
Der Cupa României wurde in der Saison 2016/17 zum 79. Mal ausgespielt. Im Endspiel siegte der FC Voluntari gegen Astra Giurgiu im Elfmeterschießen.

## Modus
Die Klubs der Liga 1 stiegen erst in der Runde der letzten 32 Mannschaften ein. Es wurde jeweils nur eine Partie ausgetragen, das Halbfinale wurde in Hin- und Rückspiel entschieden. Fand nur eine Partie statt und stand diese nach 90 Minuten unentschieden oder konnte in beiden Partien unter Berücksichtigung der Auswärtstorregel keine Entscheidung herbeigeführt werden, folgte eine Verlängerung von 30 Minuten. Falls danach noch immer keine Entscheidung gefallen war, wurde die Entscheidung im Elfmeterschießen herbeigeführt.

## Sechzehntelfinale
| Datum            |                                | Ergebnis  |                          |
| ---------------- | ------------------------------ | --------- | ------------------------ |
| 25. Oktober 2016 | CSM Râmnicu Vâlcea             | 0:1       | CFR Cluj                 |
|                  | Metalosport Galați             | 0:1       | Luceafărul Oradea        |
|                  | ASU Poli Timișoara             | 0:3       | Pandurii Târgu Jiu       |
|                  | Sepsi OSK Sfântu Gheorghe      | 0:1 n. V. | CS Universitatea Craiova |
| 26. Oktober 2016 | Unirea Tărlungeni              | 0:5       | ASA Târgu Mureș          |
|                  | Olimpia Satu Mare              | 1:3       | CS Mioveni               |
|                  | Cetate Deva                    | 1:7       | Gaz Metan Mediaș         |
|                  | FC Academica Clinceni          | 1:5       | FC Voluntari             |
|                  | Dacia Unirea Brăila            | 1:0       | CS Concordia Chiajna     |
|                  | Metalurgistul Cugir            | 0:2       | CSMS Iași                |
|                  | FC Chindia Târgoviște          | 0:2       | ACS Poli Timișoara       |
|                  | Dinamo Bukarest II             | 1:2       | Dinamo Bukarest          |
| 27. Oktober 2016 | CS Afumați                     | 1:0       | FC Botoșani              |
|                  | Nuova Mama Mia Becicherecu Mic | 0:1       | Astra Giurgiu            |
|                  | CS Balotești                   | 0:4       | FC Viitorul Constanța    |
|                  | Foresta Suceava                | 1:2       | Steaua Bukarest          |

## Achtelfinale
| Datum             |                       | Ergebnis              |                          |
| ----------------- | --------------------- | --------------------- | ------------------------ |
| 13. Dezember 2016 | CS Afumați            | 0:3                   | ACS Poli Timișoara       |
|                   | Dacia Unirea Brăila   | 0:2                   | CS Universitatea Craiova |
|                   | CFR Cluj              | 2:0                   | CSMS Iași                |
| 14. Dezember 2016 | FC Voluntari          | 3:0                   | ASA Târgu Mureș          |
|                   | CS Mioveni            | 1:1 n. V. (5:4 i. E.) | Steaua Bukarest          |
| 15. Dezember 2016 | Luceafărul Oradea     | 1:3                   | Astra Giurgiu            |
|                   | FC Viitorul Constanța | 3:0                   | Pandurii Târgu Jiu       |
|                   | Gaz Metan Mediaș      | 1:3                   | Dinamo Bukarest          |

## Viertelfinale
| Datum         |                          | Ergebnis              |                 |
| ------------- | ------------------------ | --------------------- | --------------- |
| 28. März 2017 | ACS Poli Timișoara       | 0:0 n. V. (6:5 i. E.) | CFR Cluj        |
| 29. März 2017 | CS Mioveni               | 1:2                   | FC Voluntari    |
|               | CS Universitatea Craiova | 0:0 n. V. (6:5 i. E.) | Dinamo Bukarest |
| 30. März 2017 | FC Viitorul Constanța    | 1:3                   | Astra Giurgiu   |

## Halbfinale
| Datum                  |                          | Gesamt |                    | Hinspiel | Rückspiel |
| ---------------------- | ------------------------ | ------ | ------------------ | -------- | --------- |
| 25. April/17. Mai 2017 | Astra Giurgiu            | 7:1    | ACS Poli Timișoara | 4:1      | 3:0       |
| 27. April/18. Mai 2017 | CS Universitatea Craiova | 0:1    | FC Voluntari       | 0:1      | 0:0       |

## Finale
| Paarung        | FC Voluntari – Astra Giurgiu |
| Ergebnis       | 1:1 n. V. (1:1, 0:1), 5:3 i. E. |
| Datum          | 27. Mai 2017 |
| Stadion        | Ilie-Oană-Stadion, Ploiești |
| Zuschauer      | 9.274 |
| Schiedsrichter | István Kovács (Carei) |
| Tore           | 0:1 Ioniță (35.) 1:1 Marinescu (83.) Elfmeterschießen: 1:0 Bălan, 1:1 Fabrício, 2:1 Marinescu, 2:2 Săpunaru, 3:2 Voduț, 3:3 Seto, 4:3 Ivanovici, Stan (gehalten), 5:3 Achim                                                                                              |
| FC Voluntari   | Dragoș Balauru, Vasile Maftei, Ionuț Balaur, Lucian Cazan (63. Cosmin Achim), Florin Acsinte, Daniel Novac (76. Mihai Voduț), Costin Lazăr, Mihai Căpățînă, Laurențiu Marinescu, Doru Popadiuc (46. Petre Ivanovici), Adrian Bălan Cheftrainer: Claudiu Niculescu        |
| Astra Giurgiu  | Silviu Lung junior, Alexandru Stan, Cristian Săpunaru, Fabrício, Júnior Morais, Takayuki Seto, Florin Lovin (79. Andrei Pițian), Alexandru Ioniță, Constantin Budescu, Filipe Teixeira (62. Viorel Nicoară), Sergiu Buș (75. Daniel Florea) Cheftrainer: Marius Șumudică |